# Nina Gopowa
Nina Jurjewna Gopowa-Trofimowa (ros. Нина Юрьевна Гопова-Трофимова, ur. 4 maja 1953 w Gorkim) – radziecka kajakarka. Dwukrotna medalistka olimpijska.
Brała udział w dwóch igrzyskach (IO 76, IO 80), na obu olimpiadach zdobywała medale. Triumfowała w kajakowej dwójce w 1976, cztery lata później zajęła drugie miejsce. Podczas obu startów partnerowała jej Galina Kreft.  Siedmiokrotnie stawała na podium mistrzostw świata, dwa razy sięgając po złoto (K-1 500 m i K-4 500 m: 1973), a trzy razy po srebro (K-1 500 m: 1974, K-2 500 m: 1973, K-4 500 m: 1974).